# Lutrive
Die Lutrive ist ein rund sechs Kilometer langer Zufluss des Genfersees im Schweizer Kanton Waadt. Sie entwässert einen Abschnitt des Jorat und gehört zum Einzugsbereich der Rhone.

## Verlauf
Die Lutrive entspringt auf etwa 791 m ü. M. in einem Waldsaum am südwestlichen Dorfrand von Savigny. Sie fliesst in südwestliche Richtung und überquert beim Waldstück Bois de la Ville die Grenze zu Lutry. Nachdem sie den Weiler Croix tangiert hat nimmt sie von rechts mit dem Macheret ihren wichtigsten Zufluss auf. 
Der Bach fliesst nun gegen Südsüdwesten durch das Dorf Lutry, wo sich am rechten Flussufer die Steinreihe von Lutry befinden. Schliesslich mündet sie auf 372 m ü. M. kanalisiert in einem kleinen Schwemmkegel in den Genfersee. Auf ihrem Weg bis zur Mündung wird sie meist von einem Waldsaum begleitet.